# Turbo bruneus
Ốc mặt trăng nâu (Turbo bruneus) là một loài ốc biển, là động vật thân mềm chân bụng sống ở biển trong họ Ốc xà cừ, còn gọi là họ Ốc dạ quang hay Ốc mắt (Turbinidae).
Loài này có ở vùng biển Việt Nam.